# Ardisia conzattii
Ardisia conzattii är en viveväxtart som beskrevs av Joseph Blake. Ardisia conzattii ingår i släktet Ardisia och familjen viveväxter. Inga underarter finns listade i Catalogue of Life.